# Wilco Zeelenberg
Wilco Zeelenberg (Bleiswijk , Países Bajos, 19 de agosto de 1966) es un expiloto de motociclismo neerlandés y actual director de equipo de carreras. Nació en Bleiswijk, empezó a correr motocicletas en competiciones de motocross antes de cambiar a carreras en circuitos. Zeelenberg hizo su debut mundialista en el Gran Premio de los Países Bajos de 80cc de 1986. Él ganó su primera y única carrera en el campeonato del mundo en 1990 cuando ganó el Gran Premio de Alemania de 250cc. Su mejor temporada fue en 1991, cuando terminó la temporada en la cuarta posición en el campeonato mundial de 250cc montando una Honda. De 1995 a 2000 estuvo corriendo en Supersports, donde logró dos victorias, en Assen en 1997 y en Monza en 1999, ambas con Yamaha
Zeelenberg dirigió el equipo de carreras de Yamaha en el Campeonato Mundial de Supersport con los pilotos Cal Crutchlow y Fabien Foret. Crutchlow consiguió el Campeonato Mundial de Supersport en 2009. En 2010, Zeelenberg asumió el papel de director del equipo de Jorge Lorenzo en el equipo de Yamaha MotoGP.

## Resultados
Sistema de puntuación de 1988 a 1992
| Posición | 1  | 2  | 3  | 4  | 5  | 6  | 7 | 8 | 9 | 10 | 11 | 12 | 13 | 14 | 15 |
| Puntos   | 20 | 17 | 15 | 13 | 11 | 10 | 9 | 8 | 7 | 6  | 5  | 4  | 3  | 2  | 1  |

Sistema de puntuación a partir de 1993.
| Posición | 1  | 2  | 3  | 4  | 5  | 6  | 7 | 8 | 9 | 10 | 11 | 12 | 13 | 14 | 15 |
| Puntos   | 25 | 20 | 16 | 13 | 11 | 10 | 9 | 8 | 7 | 6  | 5  | 4  | 3  | 2  | 1  |

(Carreras en negrita indica pole position, carreras en cursiva indica vuelta rápida)
| Año  | Cat.  | Moto    | 1       | 2       | 3       | 4       | 5       | 6       | 7       | 8       | 9       | 10      | 11      | 12     | 13      | 14     | 15      | Pos. | Pts. |
| ---- | ----- | ------- | ------- | ------- | ------- | ------- | ------- | ------- | ------- | ------- | ------- | ------- | ------- | ------ | ------- | ------ | ------- | ---- | ---- |
| 1986 | 80cc  | Casal   | SPA -   | NAT -   | GER -   | AUT -   | YUG -   | NED Ret | GBR 9   | SWE -   | RSM 15  | BWU 5   |         |        |         |        |         | 11.º | 8    |
| 1987 | 80cc  | Casal   | SPA 18  | GER 18  | NAT 12  | AUT 16  | YUG DNS | NED 18  |         | GBR Ret |         | CZE 19  | RSM 18  | POR 15 |         |        |         | NC   | 0    |
| 1987 | 125cc | Casal   | SPA DNS | GER Ret | NAT -   | AUT -   |         | NED DNQ | FRA -   | GBR -   | SWE -   | CZE DNQ | RSM -   | POR -  |         |        |         | NC   | 0    |
| 1988 | 250cc | Yamaha  | JPN -   | USA -   | SPA -   | EXP -   | NAT -   | GER -   | AUT -   | NED 15  | BEL 26  | YUG -   | FRA -   | GBR 18 | SWE 12  | CZE -  | BRA -   | 38.º | 5    |
| 1989 | 250cc | Honda   | JPN -   | AUS -   | USA -   | SPA 10  | NAT 14  | GER 14  | AUT 15  | YUG 9   | NED 8   | BEL 19  | FRA Ret | GBR 10 | SWE 12  | CZE 11 | BRA     | 13.º | 41   |
| 1990 | 250cc | Honda   | JPN 3   | USA 3   | SPA 22  | NAT 3   | GER 1   | AUT 4   | YUG DNS | NED 3   | BEL Ret | FRA Ret | GBR Ret | SWE 8  | CZE 8   | HUN 9  | AUS 5   | 5.º  | 127  |
| 1991 | 250cc | Honda   | JPN 3   | AUS 4   | USA 2   | SPA Ret | ITA 5   | GER 3   | AUT 3   | EUR 4   | NED 3   | FRA 7   | GBR 5   | RSM 5  | CZE Ret | VDM 4  | MAL Ret | 4.º  | 158  |
| 1992 | 250cc | Suzuki  | JPN 7   | AUS 4   | MAL 7   | SPA 14  | ITA 5   | EUR Ret | GER -   | NED 11  | HUN 5   | FRA 7   | GBR Ret | BRA 11 | RSA 22  |        |         | 11.º | 38   |
| 1993 | 250cc | Aprilia | AUS 11  | MAL Ret | JPN 16  | SPA 6   | AUT Ret | GER Ret | NED 7   | EUR 8   | RSM Ret | GBR 11  | CZE 12  | ITA 9  | USA Ret | FIM 14 |         | 13.º | 50   |
| 1994 | 250cc | Honda   | AUS 9   | MAL 9   | JPN Ret | SPA 9   | AUT Ret | GER 10  | NED 3   | ITA 9   | FRA 10  | GBR 11  | CZE 9   | USA 9  | ARG 11  | EUR 12 |         | 11.º | 84   |
| 1995 | 250cc | Honda   | AUS -   | MAL -   | JPN -   | SPA -   | GER -   | ITA -   | NED Ret | FRA -   | GBR -   | CZE -   | BRA -   | ARG -  | EUR -   |        |         | -    | 0    |